# Френк Лемпард (старший)
Френк Лемпард (англ. Frank Richard George Lampard, нар. 20 вересня 1948, Лондон) — англійський футболіст, що грав на позиції захисника за клуб «Вест Гем Юнайтед», а також національну збірну Англії.
Батько півзахисника «Челсі» і англійської збірної 2000-х Френка Лемпарда.

## Клубна кар'єра
У дорослому футболі дебютував 1967 року виступами за команду клубу «Вест Гем Юнайтед», в якій провів вісімнадцять сезонів, взявши участь у 551 матчі чемпіонату. Більшість часу, проведеного у складі «Вест Гем Юнайтед», був основним гравцем захисту команди.
Завершив професійну ігрову кар'єру у клубі «Саутенд Юнайтед», за команду якого виступав протягом 1985—1986 років.

## Виступи за збірну
У 1973 році дебютував в офіційних матчах у складі національної збірної Англії. Другий і останній матч за збірну провів лише через 8 років, у 1980.

## Титули і досягнення
- Володар Кубка Англії (2):

«Вест Гем Юнайтед»: 1974-75, 1979-80
- Переможець Другого дивізіону (1):

«Вест Гем Юнайтед»: 1980-81